# Nélson Alexandre Farpelha Estrela
Nélson Alexandre Farpelha Estrela, meglio noto come Minhoca (Ponta Delgada, 29 aprile 1988), è un calciatore portoghese, centrocampista del Santa Clara B.